# Patria Grande

Mapa da América Hispânica. O conceito de Patria Grande defende a unificação das nações hispano-americanas ou latino-americanas no mesmo Estado.

Patria Grande é um conceito político que se refere, a princípio, à federalização dos estados da América hispânica, constituindo uma só unidade política ou Estado. Trata-se de uma ampliação do conceito de pátria para toda a América espanhola ou, por vezes, toda a América Latina e o Caribe. O conceito está associado à ideia de integração latino-americana dos libertadores, especialmente Simón Bolívar e José de San Martín, com o seu projeto de promover a integração latino-americana e unificar politicamente as nações hispano-americanas, contrapondo-se à balcanização do Império Espanhol nas Américas, após as guerras de independência na América espanhola.

## Origem
Embora já fosse usado por José Artigas, o conceito é atribuído ao argentino Manuel Ugarte, que o popularizou em 1922, em seu livro La patria grande, no qual reuniu discursos seus, pronunciados em diferentes países da América hispânica, visando promover a ideia de unidade entre esses países. Em outra de suas obras, El porvenir de la América latina, Ugarte já havia esboçado uma política global aplicável ao conjunto das antigas colônias espanholas e portuguesas.
A ideia de uma Patria Grande, contudo, é bem mais antiga. Ela existia já na década de 1810, durante o processo de independência da América espanhola. O caudilho José Artigas legrou formar uma nação unida onde era o vice-reinado do Prata, que hoje abrange países como a Argentina e o Uruguai. Artigas também impôs uma legislação progressista nesse território, visando favorecer os mais pobres. Foi o responsável pela primeira reforma agrária da América Latina. Seu projeto, contudo, fracassou, devido à invasão estrangeira que se seguiu e que estabeleceu o status quo anterior.